# Dongfeng (köpinghuvudort i Kina, Liaoning Sheng, lat 40,97, long 122,27)
Dongfeng är en köpinghuvudort i Kina. Den ligger i provinsen Liaoning, i den nordöstra delen av landet, omkring 130 kilometer sydväst om provinshuvudstaden Shenyang. Antalet invånare är 22 353. Befolkningen består av 11 079 kvinnor och 11 274 män. Barn under 15 år utgör 13,0 %, vuxna 15-64 år 77 %, och äldre över 65 år 8,0 %.
Runt Dongfeng är det tätbefolkat, med 493 invånare per kvadratkilometer. Närmaste större samhälle är Qikou, 18,7 km sydost om Dongfeng. Trakten runt Dongfeng består till största delen av jordbruksmark.
Genomsnittlig årsnederbörd är 870 millimeter. Den regnigaste månaden är juli, med i genomsnitt 212 mm nederbörd, och den torraste är januari, med 8 mm nederbörd.